# Нойрін
Нойрін (ірл. Nóirín) — ірландське жіноче ім'я, пестливий варіант імені Нора, яке є скороченням від Гонора (Honora) або Елеанор. Означає «честь», «мужність». Англізований варіант запису цього імені - Норін.

## Відомі особи
- Нойрін Ні Ріайн (нар. 1951) — ірландська співачка, письменниця, викладач і богослов
- Нойрін О'Салліван
- Нойрін Келлі, учасниця «Великого брата» (британський 10-й сезон)